# Turlotí
Turlotí o Tourlotí (en griego, Τουρλωτή) es un pueblo de Grecia ubicado en la isla de Creta situado a una altitud de 325 m. Pertenece a la unidad periférica de Lasithi, y al municipio y unidad municipal de Sitía. En el año 2011 contaba con una población de 299 habitantes. Además Turlotí administra una comunidad local que incluye también al pueblo de Mojlos.

## Nombre
Hay diferentes hipótesis sobre el origen del nombre de este pueblo. Podría proceder de la palabra Τούρλα, cuyo significado estaría relacionado con su ubicación en una colina; o bien tendría su origen en las cúpulas de la iglesia del pueblo, o quizá derive de la existencia de una torre.

## Yacimiento arqueológico

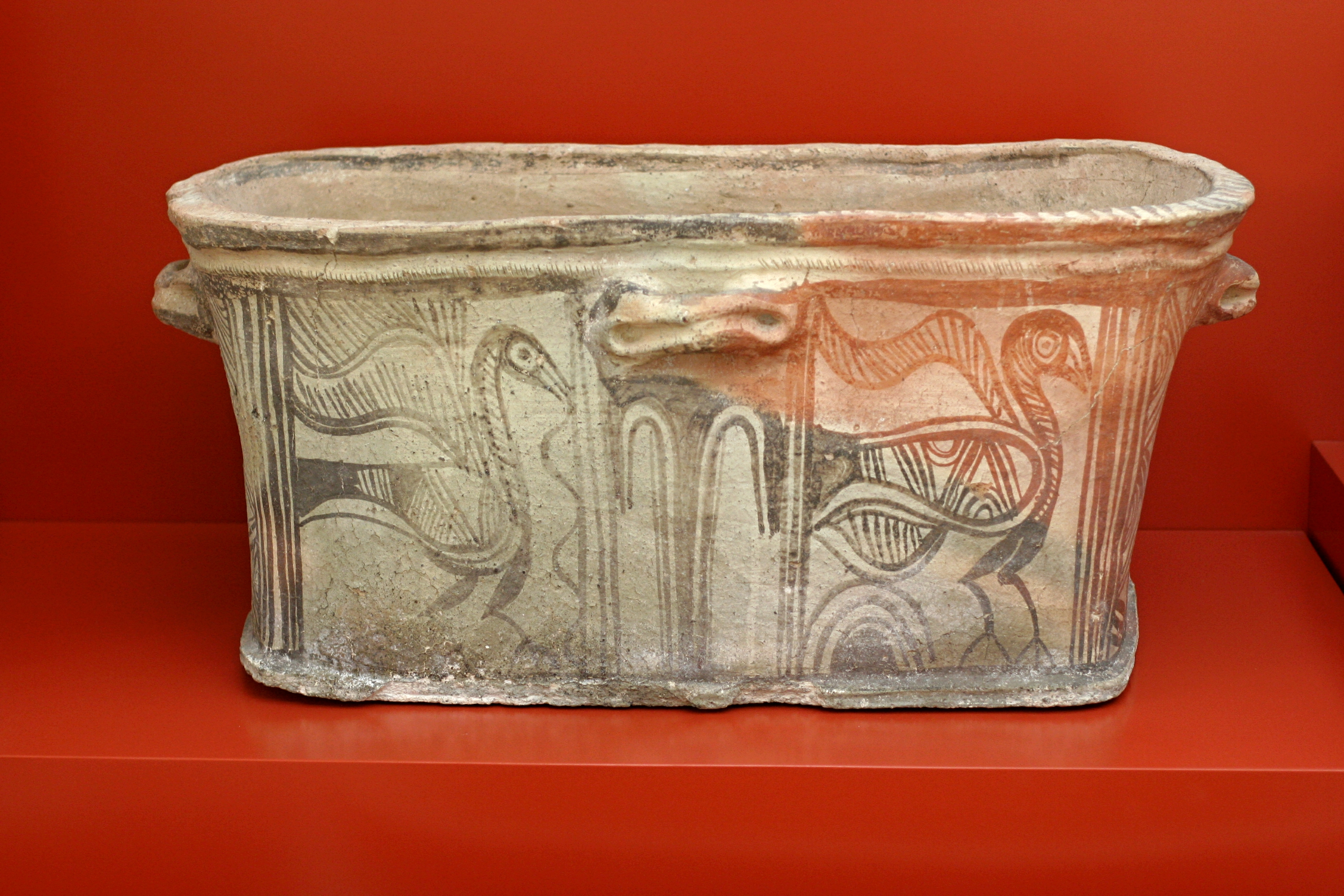
El lárnax hallado en Turlotí, que se conserva en el Museo Arqueológico de Agios Nikolaos.

En el área de turlotí se han realizado excavaciones arqueológicas desde 1909. Al sur de este pueblo, en la colina de Kastri, se han realizado excavaciones arqueológicas en las que se han sacado a la luz restos de un asentamiento minoico y, cerca de él, una tumba del periodo minoico tardío con un valioso ajuar funerario. Entre los hallazgos figuran restos de cerámica, un sello, cuentas, fíbulas, pulseras, anillos y figurillas de animales. Uno de los objetos más destacados es un lárnax decorado con representaciones de pájaros y serpientes.